# HARAJUKUAbemaStudio
HARAJUKUAbemaStudio（はらじゅくアベマスタジオ）とは、かつて東京都渋谷区神宮前1-19-11にあったサイバーエージェントが所有していたテレビ番組配信・テレビ番組収録兼用のスタジオであった。はらじゅくアッシュビル内1階、2階に入居していた。

## 概要
2015年7月に動画サービス「AmebaFRESH!」専用スタジオ、AmebaFRESH! Studio（アメーバフレッシュスタジオ）としてオープン。内装、外観の総合デザインはNIGO。1Fスタジオのインテリアデザインは、ワンダーウォール・片山正通。1階スタジオ部分はガラス張りのため、多くの収録番組は公開収録となっている。
最高放送技術責任者・スタジオ技術責任者は藤崎智。一般への貸し出しは行っていない。
2016年6月に、HARAJUKUAbemaStudioとスタジオ名を改名。2018年10月31日をもって、スタジオ移転のため閉鎖した。
公開放送に適した作りのため、サイバーエージェント制作のネット配信番組のほか、『よんぱち 48 hours』（TOKYO FM）、『SMAP POWER SPLASH』（bayfm）の公開収録でも使用された。

## スタジオ

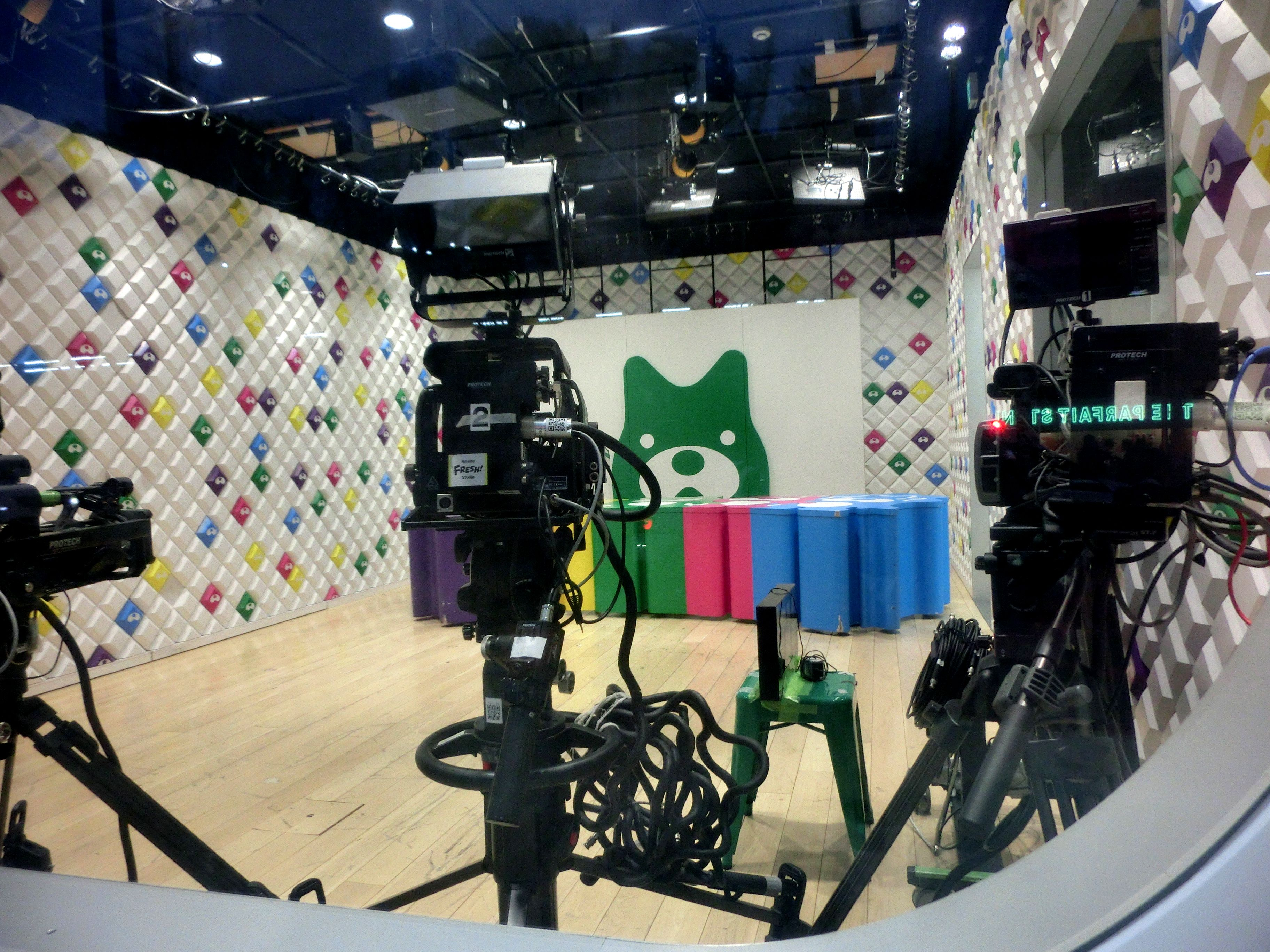
Ast内部。右側が副調整室。

副調整室、5台のテレビカメラを備え、テレビ収録にも対応したAstと、壁面窓ガラスと対面しながらの放送、配信に適したBstの2室を1階部分に設置。Bstの設備はサイバーエージェントが保有していた渋谷・道玄坂AmebaStudio（アメーバスタジオ）のものを移設しているほか、内装は2017年11月にAbemaTV HIPHOPチャンネル『AbemaMix』専用スタジオとして改装されている。
2階はタレントクロークを16室備えているが、全室にモニター、グリーンバック用ロールカーテン、配信用MacBook Pro等の設備を設置し、個人配信ブースとして使用可能。
60人収容可能な大部屋（Cst）もあり、イベント、記者会見に使用できるようAst同様の副調整設備を持っている。

## その他
- 2階部分壁面に縦2.4m×横12.9m[10]のデジタルサイネージを備えており、収録番組を映し出すことが可能。屋内に装置があり、ガラス越しに映し出すものとしては日本一の長さである[11]。
- ビル6階に原宿駅前ステージが入居、真向いに原宿駅があるため、混線しないようインカムを特注で制作するなどワイヤレス設備に力を入れている。藤崎によると「20人同時に使えるのは日本で唯一」とのこと[11]。